# ان‌جی‌سی ۴۳۹۵
ان‌جی‌سی ۴۳۹۵(به انگلیسی: NGC 4395) یک کهکشان مارپیچی با قطر زاویه‌ای ۸′ است.